# John Kronus
George B. Caiazzo (13 de enero de 1969 – 18 de julio de 2007) fue un luchador profesional estadounidense, más conocido por su nombre en el ring, John Kronus y luego "Kronus". Caiazzo trabajó para la Extreme Championship Wrestling, la United States Wrestling Association y Xtreme Pro Wrestling. Fue quizás más conocido como la mitad del equipo de The Eliminators con Perry Saturn.

## Muerte
Caiazzo fue encontrado muerto en la casa de su Servicio de lavandería Brandy situada en Laconia, New Hampshire, el 18 de julio de 2007, varios días después de que se había sometido a una cirugía de rodilla. Tenía 38 años de edad. Caiazzo murió mientras dormía, posteriormente su muerte se la atribuyó a una insuficiencia cardíaca como resultado de un agrandamiento del corazón.

## En lucha
- Finishing moves
  - Kronus Driver (Sitout pumphandle slam)
  - Kronus Driver II (Overhead gutwrench backbreaker rack twisted and dropped into a sitout scoop slam piledriver)
  - Multiple 450° splash variations
    - Diving
    - Imploding
    - Standing

- Movimientos finales
  - Air Kronus (Diving elbow drop a un oponente fuera del ring)
  - Hurricane Kronus (handspring back elbow)
  - Modified dragon sleeper
  - Missile dropkick
  - Powerbomb
  - Springboard leg drop
  - Superplex
  - Release Dragon suplex
  - Swinging cradle suplex

- Con Perry Saturn
  - Total Elimination
  - Elevated crossbody[8]

- Managers
  - Rob Black
  - Lizzy Borden
  - Francine
  - Jason
  - Cassy Strayter

## Campeonatos y logros
- Dangerously Intense Wrestling
  - DIW Heavyweight Champion (1 vez)
  - DIW Inner City Champion (1 vez)

- Extreme Championship Wrestling
  - ECW World Tag Team Championship (4 veces) - con New Jack (1) y Perry Saturn (3)

- Mayhem Independent Wrestling
  - MIW Hardcore Championship (1 vez)[9]

- Pro Wrestling Illustrated
  - Situado en el # 382 de los "PWI 500" en 2003
  - Situado en el # 89 de los "PWI 500" en 2003 con Perry Saturn
- United States Wrestling Association
  - USWA World Tag Team Championship (1 vez) - con Perry Saturn